# Gare de Montluçon-Rimard
Gare de Montluçon-Rimard – przystanek kolejowy w Montluçon, w departamencie Allier, w regionie Owernia-Rodan-Alpy, we Francji. Jest zarządzany przez SNCF (budynek dworca) i przez RFF (infrastruktura).
Przystanek jest obsługiwany przez pociągi TER Auvergne.

## Położenie
Znajduje się na linii Montluçon – Moulins, w km 328,983, pomiędzy stacjami Montluçon-Ville i Commentry, na wysokości 240 m n.p.m.

## Linie kolejowe
- Montluçon – Moulins